# Gnophos pollinaria
Gnophos pollinaria là một loài bướm đêm trong họ Geometridae.